# Herby Arthur
William John Herbert Arthur, detto Herby (Blackburn, 14 febbraio 1863 – Blackburn, 27 novembre 1930), è stato un calciatore inglese, di ruolo portiere.

## Carriera
Conta sette presenze con la nazionale inglese, con cui ha esordito nel 1885.

## Statistiche

### Cronologia presenze e reti in nazionale
| Cronologia completa delle presenze e delle reti in nazionale ― Inghilterra | Cronologia completa delle presenze e delle reti in nazionale ― Inghilterra | Cronologia completa delle presenze e delle reti in nazionale ― Inghilterra | Cronologia completa delle presenze e delle reti in nazionale ― Inghilterra | Cronologia completa delle presenze e delle reti in nazionale ― Inghilterra | Cronologia completa delle presenze e delle reti in nazionale ― Inghilterra | Cronologia completa delle presenze e delle reti in nazionale ― Inghilterra | Cronologia completa delle presenze e delle reti in nazionale ― Inghilterra |
| Data                                                                       | Città                                                                      | In casa                                                                    | Risultato                                                                  | Ospiti                                                                     | Competizione                                                               | Reti                                                                       | Note                                                                       |
| -------------------------------------------------------------------------- | -------------------------------------------------------------------------- | -------------------------------------------------------------------------- | -------------------------------------------------------------------------- | -------------------------------------------------------------------------- | -------------------------------------------------------------------------- | -------------------------------------------------------------------------- | -------------------------------------------------------------------------- |
| 28-2-1885                                                                  | Manchester                                                                 | Inghilterra                                                                | 4 – 0                                                                      | Irlanda                                                                    | Torneo Interbritannico 1885                                                | -                                                                          |                                                                            |
| 14-3-1885                                                                  | Blackburn                                                                  | Inghilterra                                                                | 1 – 1                                                                      | Galles                                                                     | Torneo Interbritannico 1885                                                | -1                                                                         |                                                                            |
| 21-3-1885                                                                  | Londra                                                                     | Inghilterra                                                                | 1 – 1                                                                      | Scozia                                                                     | Torneo Interbritannico 1885                                                | -1                                                                         |                                                                            |
| 27-3-1886                                                                  | Glasgow                                                                    | Scozia                                                                     | 1 – 1                                                                      | Inghilterra                                                                | Torneo Interbritannico 1886                                                | -1                                                                         |                                                                            |
| 29-3-1886                                                                  | Wrexham                                                                    | Galles                                                                     | 1 – 3                                                                      | Inghilterra                                                                | Torneo Interbritannico 1886                                                | -1                                                                         |                                                                            |
| 5-2-1887                                                                   | Sheffield                                                                  | Inghilterra                                                                | 7 – 0                                                                      | Irlanda                                                                    | Torneo Interbritannico 1887                                                | -                                                                          |                                                                            |
| 26-2-1887                                                                  | Londra                                                                     | Inghilterra                                                                | 4 – 0                                                                      | Galles                                                                     | Torneo Interbritannico 1887                                                | -                                                                          |                                                                            |
| Totale                                                                     |                                                                            | Presenze                                                                   | 7                                                                          |                                                                            | Reti                                                                       | -4                                                                         |                                                                            |